# All the Rowboats
All the Rowboats è un singolo della cantante statunitense Regina Spektor, pubblicato nel 2012 ed estratto dall'album What We Saw from the Cheap Seats.

## Tracce
- Download digitale

1. All the Rowboats - 3:34